# Triaspis mooreana
Triaspis mooreana är en tvåhjärtbladig växtart som beskrevs av Arthur Wallis Exell och Mendonca. Triaspis mooreana ingår i släktet Triaspis och familjen Malpighiaceae. Inga underarter finns listade i Catalogue of Life.